# Malvern Link
Malvern Link är en ort i civil parish Malvern, i distriktet Malvern Hills, i grevskapet Worcestershire, i England. Malvern Link var en civil parish 1894–1974. Civil parish hade 7 950 invånare år 1951. Malvern Link var ett distrikt 1894–1898.